# Zwiebelturm

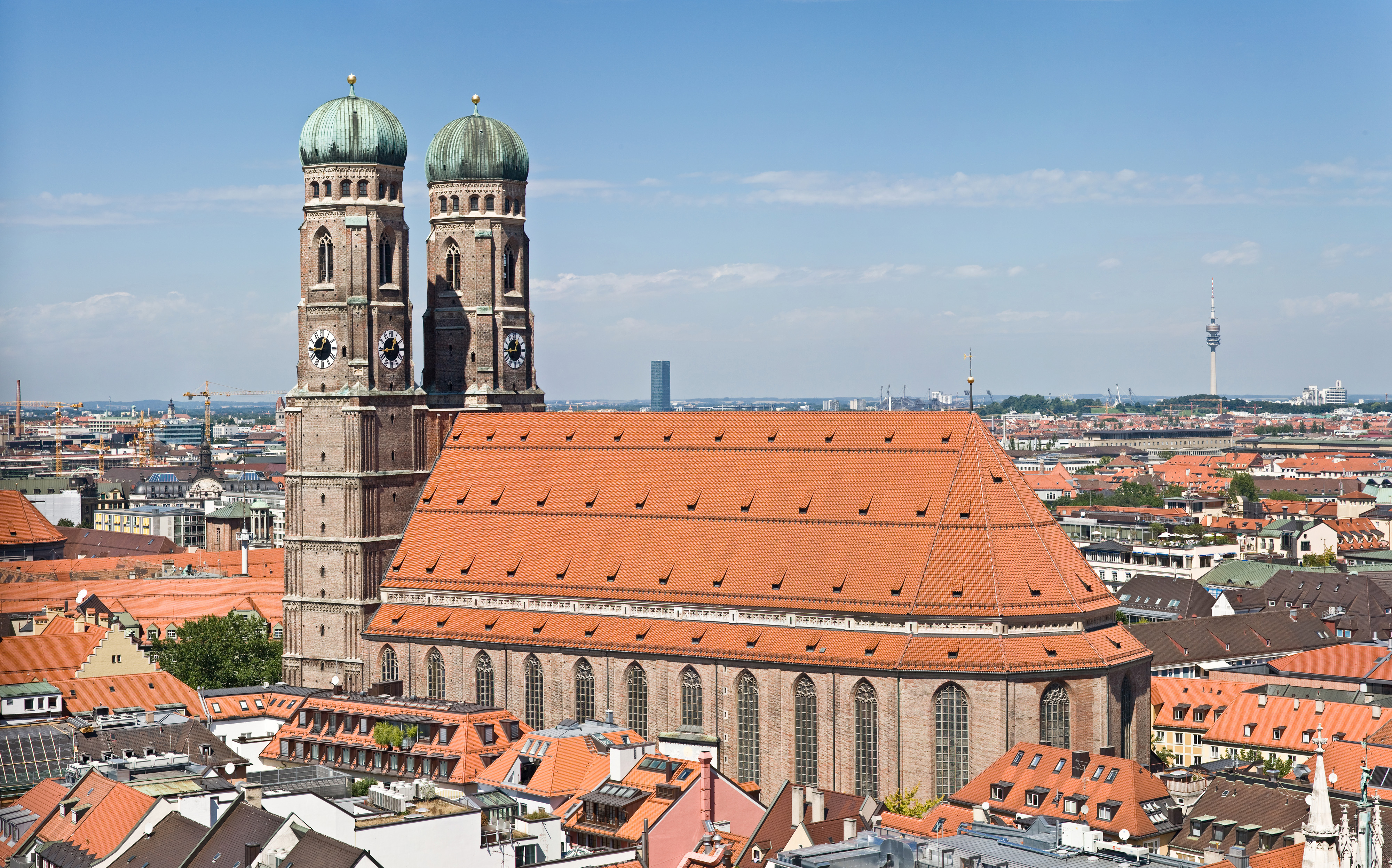
Münchner Frauenkirche (Welsche Hauben von 1525)

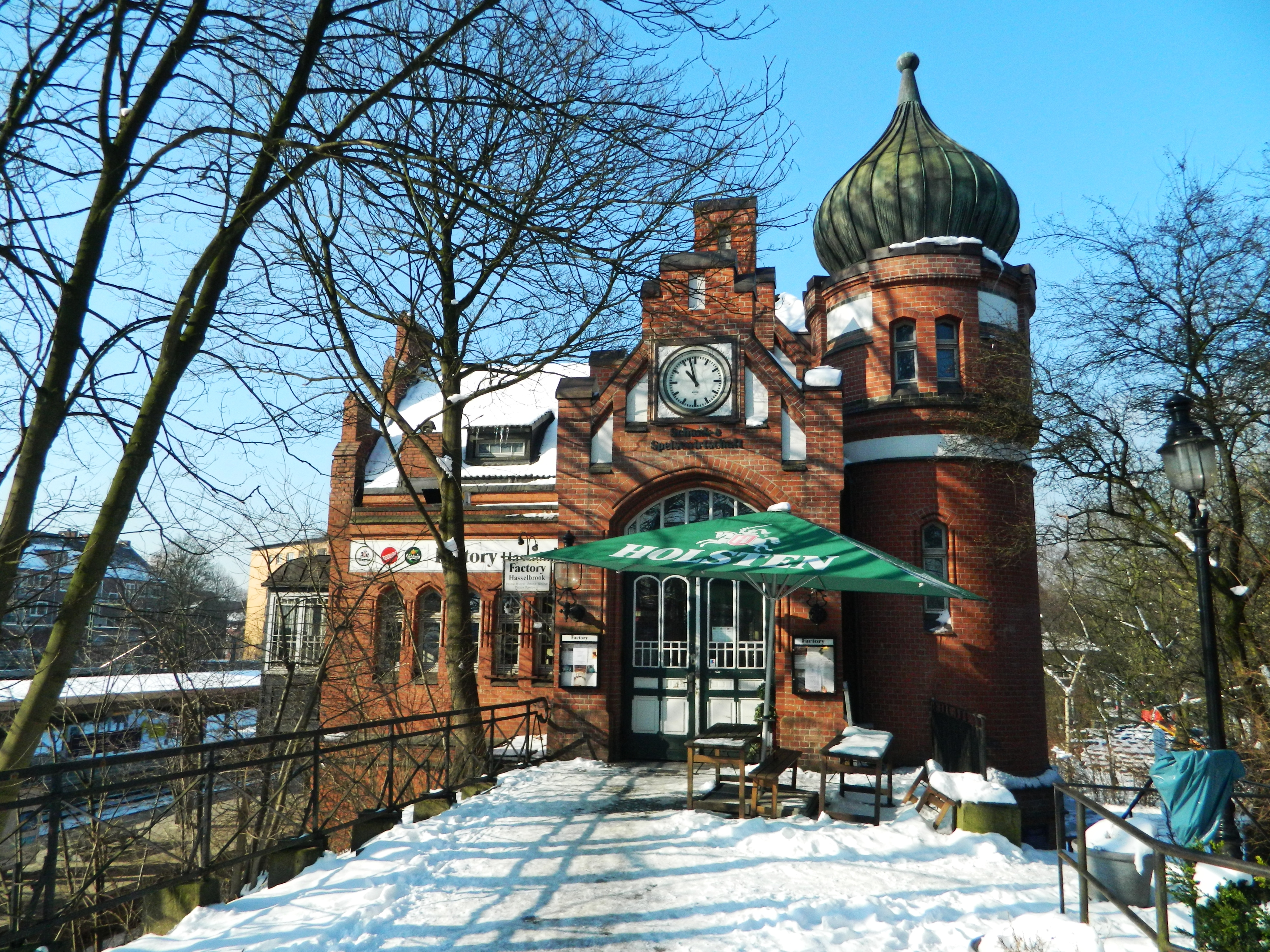
Im Zuge des Historismus wurden auch profane Gebäude mit Zwiebeltürmen ausgestattet: Bahnhof Hasselbrook in Hamburg von 1907

Ein Zwiebelturm ist ein Turm mit einer Zwiebelhaube oder einem Zwiebelhelm, z. B. ein Kirchturm, dessen Spitze in Form einer Zwiebel gearbeitet ist. Der untere Teil der Spitze ist bauchig und läuft nach oben spitz zusammen, vergleichbar mit den Kirchtürmen der Moskauer Basilius-Kathedrale. Neben runden Bauformen werden auch Türme mit eckigen Turmhauben als Zwiebelturm bezeichnet.
Zwiebelformen ohne Turmuntergrund kommen auch in der indo-islamischen Architektur vor, zum Beispiel am Taj Mahal in Agra (17. Jh.) oder beim Mahabat Maqbara Palace in Junagadh (19. Jh.). Ausgangspunkt derartiger Konstruktionen könnte das Gur-Emir-Mausoleum in Samarqand, Usbekistan (um 1405) gewesen sein.

## Geschichte

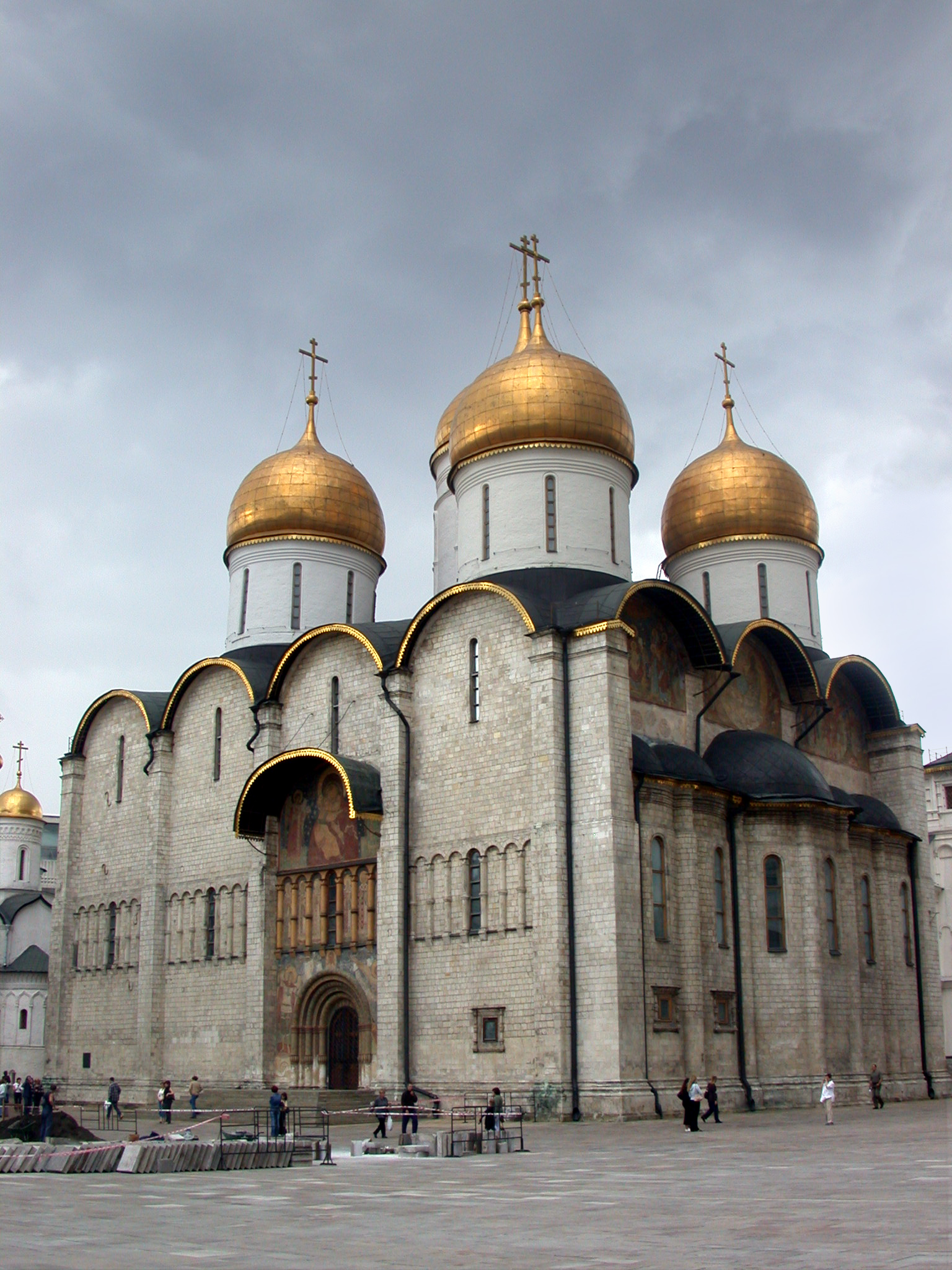
Mariä-Entschlafens-Kathedrale (1475–1479)

Die ältesten gebauchten Zwiebelhauben im christlich-orthodoxen Kulturraum finden sich wahrscheinlich in der Mariä-Entschlafens-Kathedrale (1475–1479) in Moskau.
Im Jahr 1486 erhielt die Haubenarchitektur in Deutschland wesentliche Anregungen durch den auf Deutsch veröffentlichten und illustrierten Reisebericht einer Pilgerreise ins Heilige Land von Bernhard von Breidenbach.
Die relativ flache Zwiebelhaube der Münchner Frauenkirche wurde um 1525 nach einem Entwurf von Jörg von Halspach gestaltet, der von der byzantinisch beeinflussten Kirche Madonna dell’Orto in Venedig inspiriert gewesen sein soll. Die späteren bayerischen Hauben waren steiler aufstrebend, stärker eingeschnürt und damit zwiebelförmiger. Es gibt verschiedene Theorien zur Entstehung dieser Form der Zwiebeltürme. Ein Vorbild könnte der osmanische Turban gewesen sein, der nach der Türkeninvasion 1529 in Europa bekannt wurde. Aber auch italienische Einflüsse, die auf die byzantinische Architektur zurückgingen, könnten sich darin niedergeschlagen haben.
Der erste derartige Zwiebelturm im süddeutschen Raum wurde von Hans Holl (1512–1594) im Jahr 1576 an der Kirche von Kloster Sankt Maria Stern in Augsburg errichtet. Sein Sohn Elias Holl plante nachträglich die beiden Zwiebeltürme für das Augsburger Rathaus.
Nach den Schäden durch den Dreißigjährigen Krieg wurden zahlreiche Kirchen in Süddeutschland mit Zwiebeltürmen neu errichtet. Der Zwiebelturm wurde zum typischen Formelement des süddeutschen Barock.

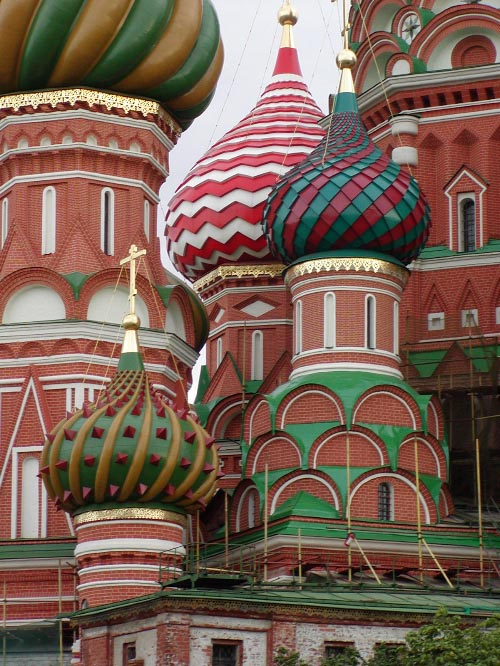
Basilius-Kathedrale in Moskau (1552–1561)

1561 wurde die Basilius-Kathedrale vollendet, die eher den bayerischen Hauben als den Kuppeln in Konstantinopel ähnelt. Die steile Zwiebelform hat den Vorzug, dass sich Schnee leichter vom Dach löst.

## Konstruktion

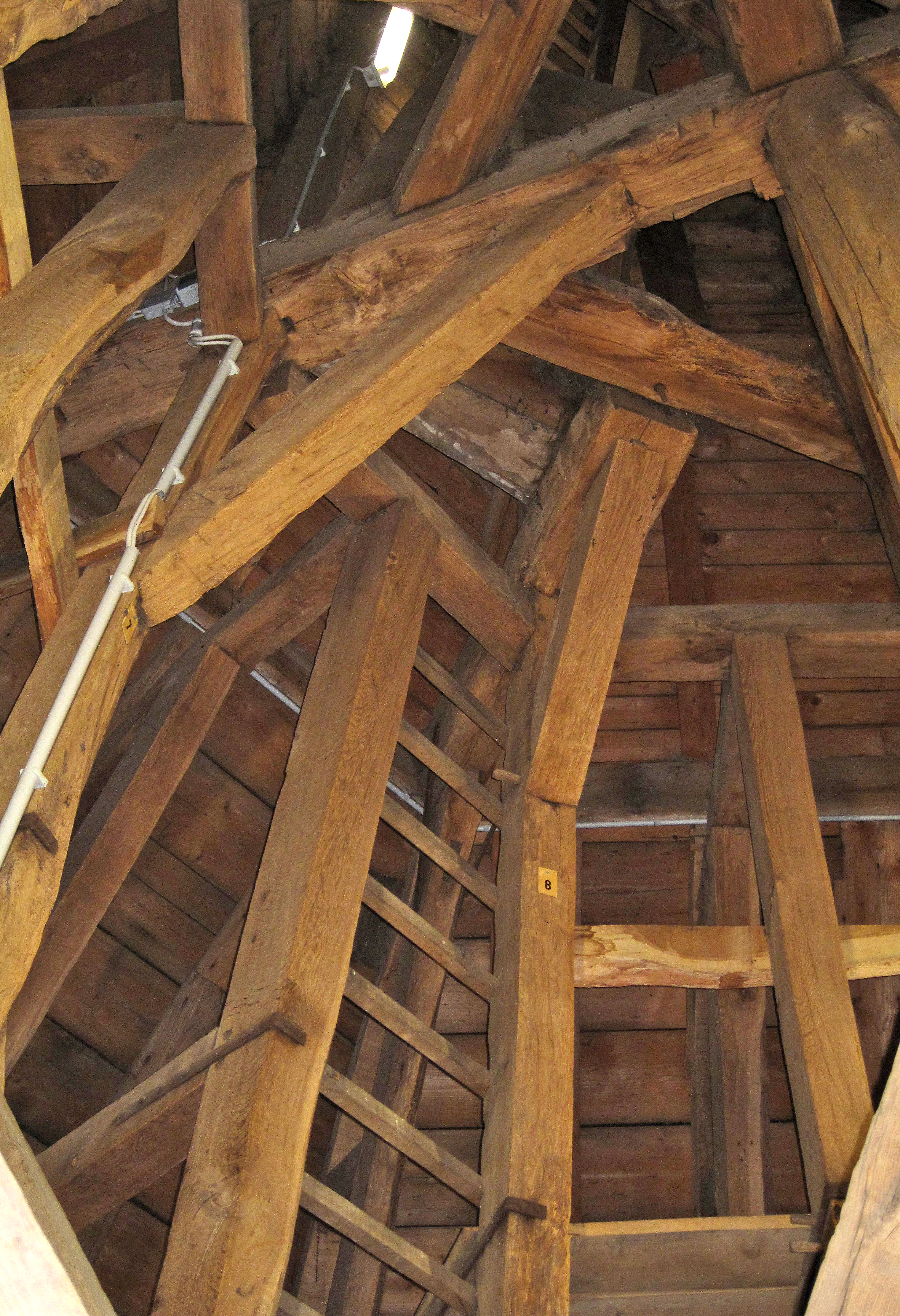
Dachkonstruktion einer Zwiebelhaube

Die Dachkonstruktion von Zwiebelhauben erfordert wegen der gekrümmten Form und der Enge besonderes Geschick der Zimmerleute. In der Regel wurde die gekrümmte Umrisslinie mit Bohlensparren oder mit auf die Sparren aufgesattelten, gerundet zugeschnittenen Bohlen hergestellt.
Die traditionelle Eindeckung einer Zwiebelhaube erfolgt aus mehreren Lagen von gehämmertem Kupferblech.

## Verbreitung

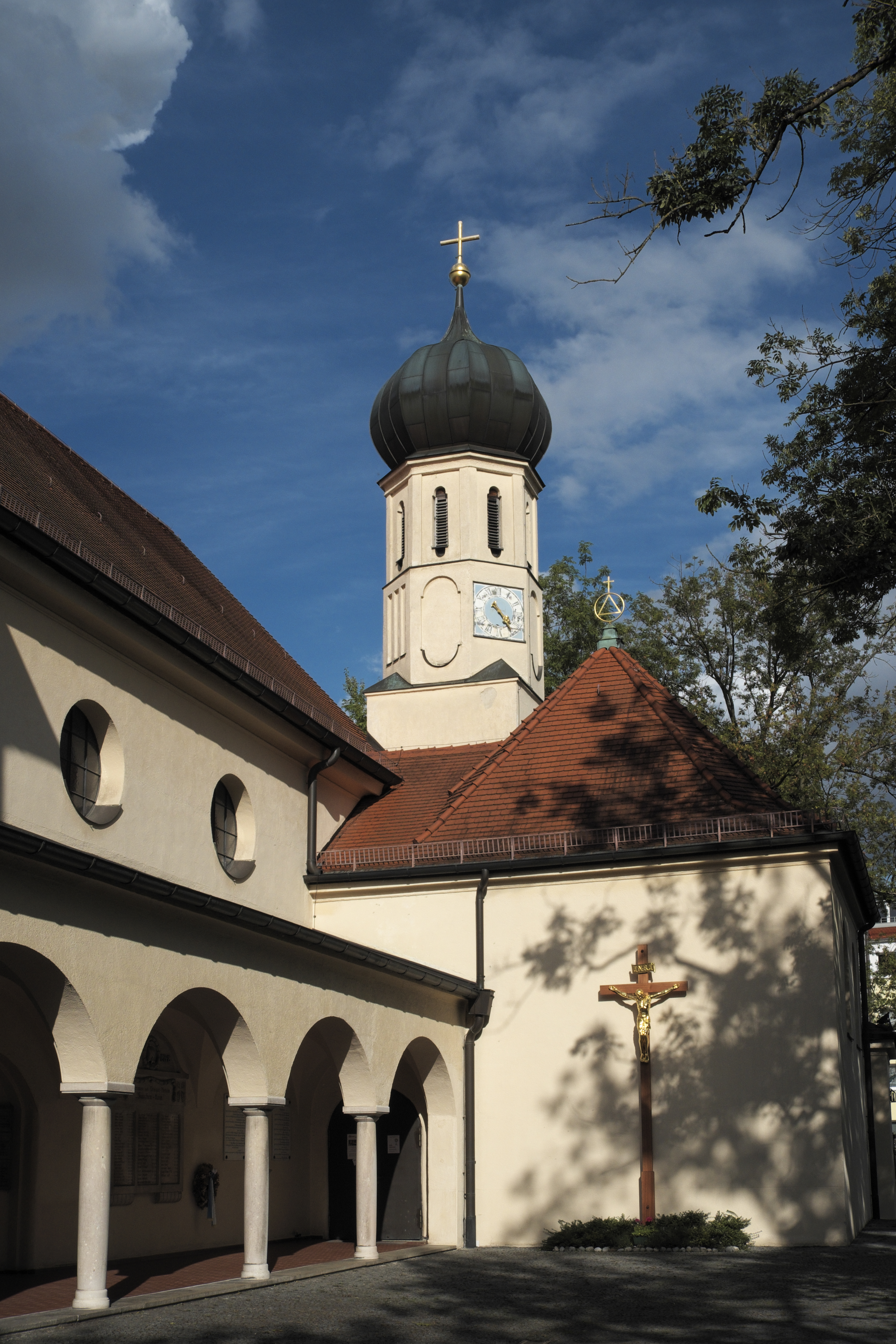
St. Ulrich in Laim

Zwiebeltürme sind in den deutschsprachigen Ländern hauptsächlich in Süddeutschland, in der Schweiz, in Österreich und in Südtirol verbreitet, in denen der Katholizismus vorherrscht. Sie sind typische Merkmale barocker Kirchen. Weltweit bekannt sind Zwiebeltürme bei orthodoxen Kirchengebäuden in Ländern der ehemaligen UdSSR und Bulgarien.

### Zwiebelhauben auf russischen Kirchen in Westeuropa
Spätestens seit der Zeit von Zarin „Katharina II. der Großen“ bestanden enge dynastische Bindungen zwischen der Zarenfamilie und Königshäusern, wie etwa dem Haus Württemberg, was relativ spät zum Bau der Russischen Kirche in Stuttgart führte. Mit dem Ausbau der Eisenbahn im 19. Jahrhundert kamen russische Adelige zur Kur oder „Sommerfrische“ in internationale und deutschsprachige Kur- und Badeorte, wo orthodoxe Kirchen mit Zwiebeltürmen errichtet wurden, zum Beispiel:
- Russische Kapelle (Darmstadt)
- Bad Ems Kirche der Hl. Alexandra[3]
- Russische Kapelle (Bad Homburg)
- Russische Kirche (Baden-Baden)
- Kirche des Sergius von Radonesch (Bad Kissingen)
- Russisch-Orthodoxe Kirche (Wiesbaden) auf dem Neroberg
- Kathedrale Saint-Nicolas in Nizza
- St. Peter und Paul in Karlsbad (Karlovy Vary)

Die Kirche des heiligen Prokop in Hamburg wurde dagegen erst ab 1961 erbaut und bereits 1994 unter Denkmalschutz gestellt.

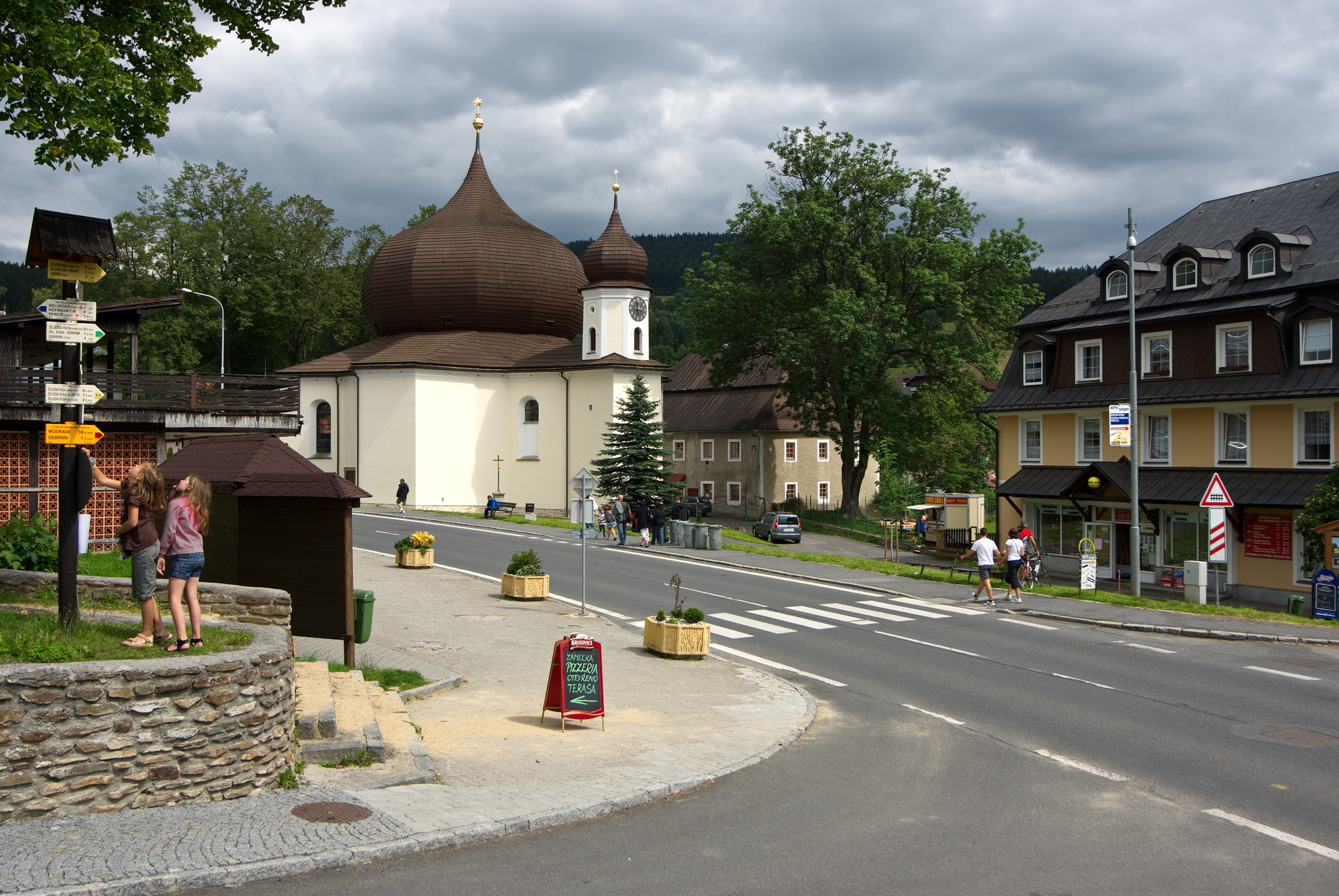
Markt Eisenstein, Tschechien: Pfarrkirche Mariä Hilf vom Stern mit Zwiebelkuppel und Zwiebelturm, Železná Ruda

### Zwiebelhauben im Bergischen Land
Eine ganz eigene Konzeption und Verbreitung weist der Zwiebelturm im Bergischen Land auf, wo er sich unabhängig von den süddeutschen Zwiebeltürmen zu einem Hauptmerkmal der Evangelischen Kirchenbauten im Stile des Bergischen Barocks entwickelte. Hervorzuhebendes Merkmal der Bergischen Zwiebeltürme sind die stets vorhandenen Laternen, welche als ein besonderes Unterscheidungsmerkmal vom süddeutschen Stil angesehen werden können. Nennenswerte Zwiebeltürme im Stil des Bergischen Barocks besitzen unter anderem folgende Kirchen:
- Alte Kirche Wupperfeld
- Reformierte Kirche Cronenberg, sie gilt gerade aufgrund ihres Zwiebelturmes als eine der schönsten Kirchen im Bergischen Land
- Evangelische Stadtkirche (Remscheid)
- Evangelische Stadtkirche (Lennep)
- Evangelische Stadtkirche Lüttringhausen
- Evangelische Kirche Niedersprockhövel
- Evangelische Stadtkirche Wermelskirchen

## Varia

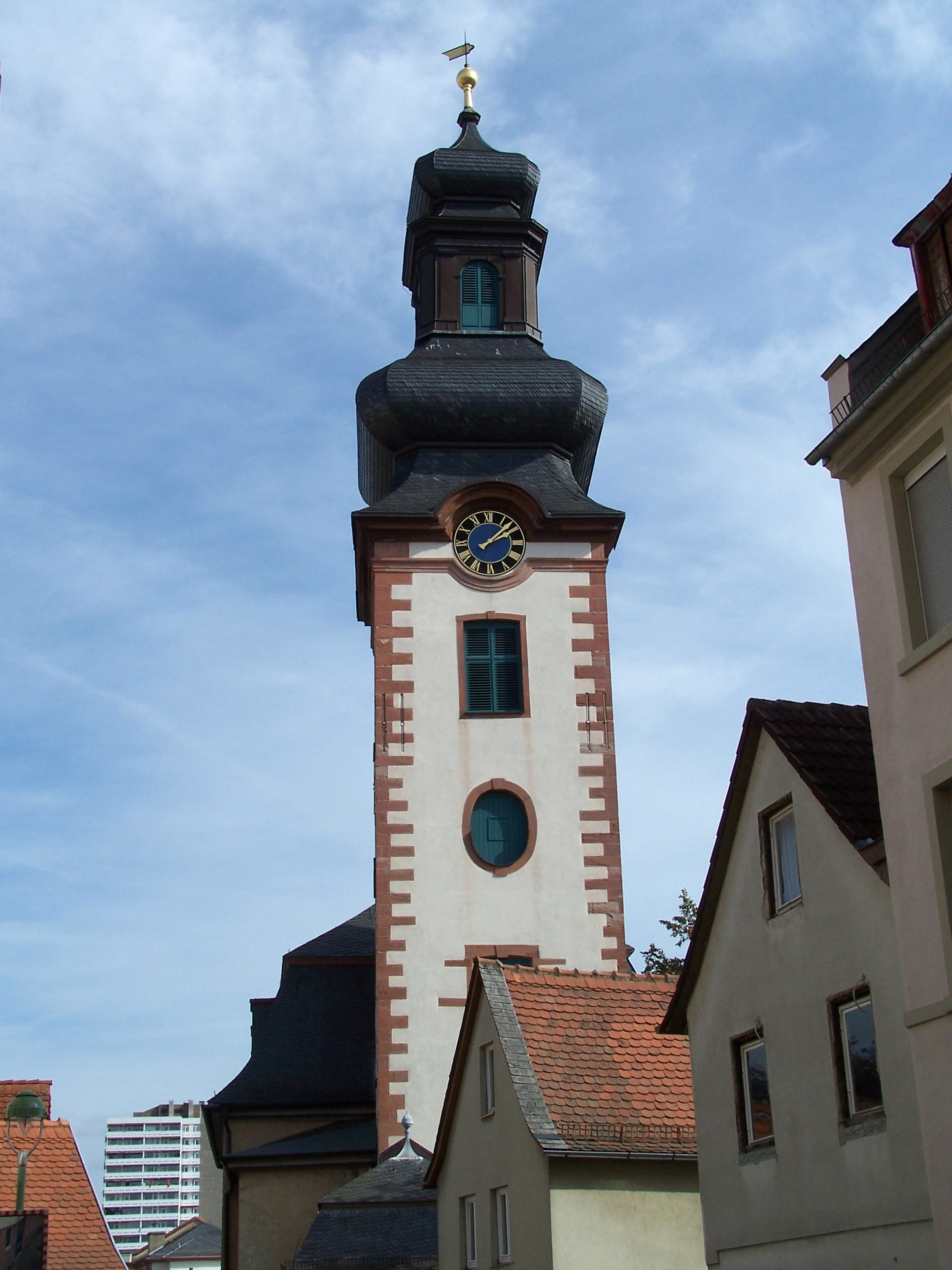
Turm der Johanniskirche (Zwiwwelkerch) in Frankfurt-Bornheim

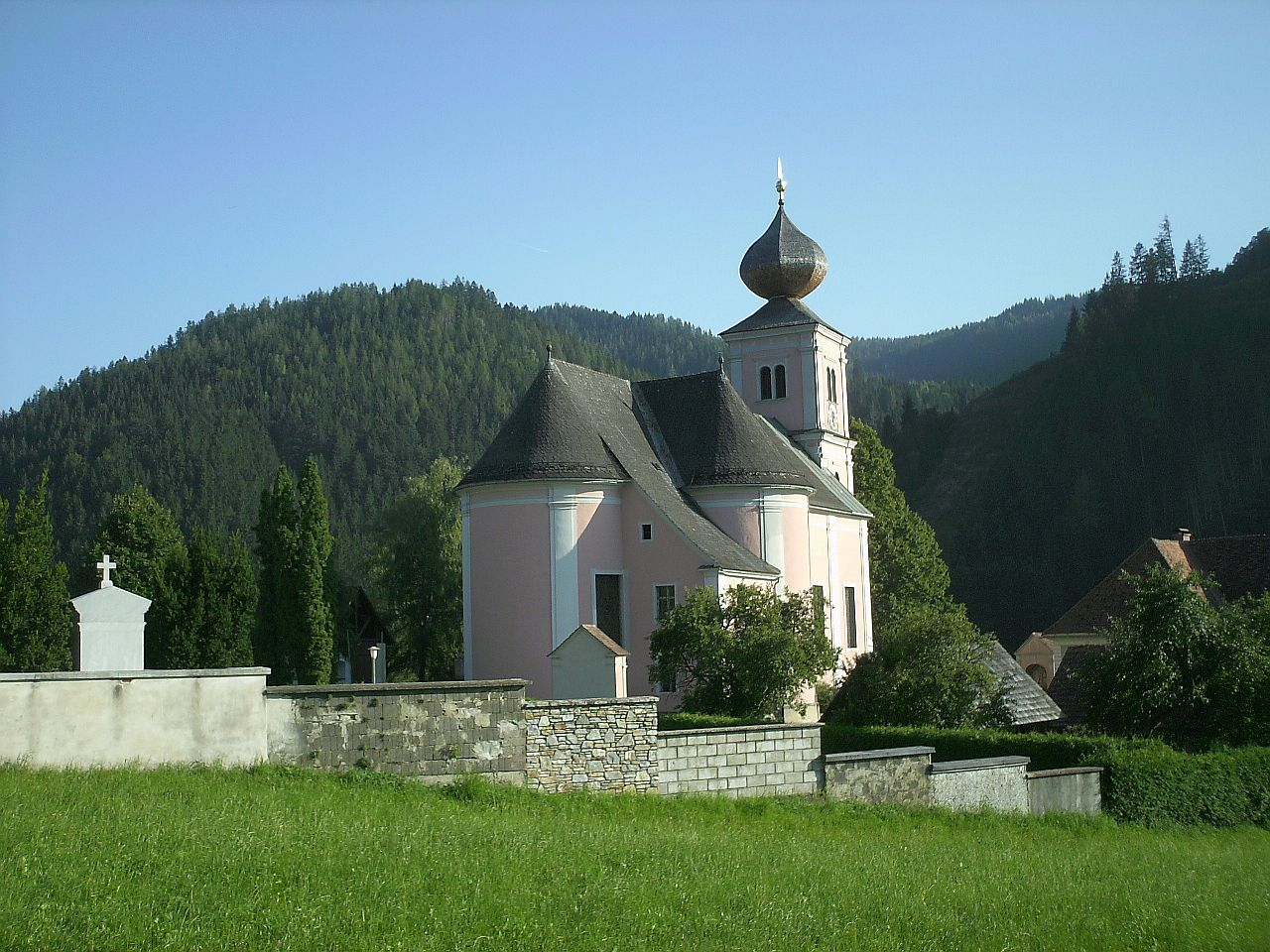
Zwiebelhelm der Katharinenkirche in Stanz im Mürztal, Österreich

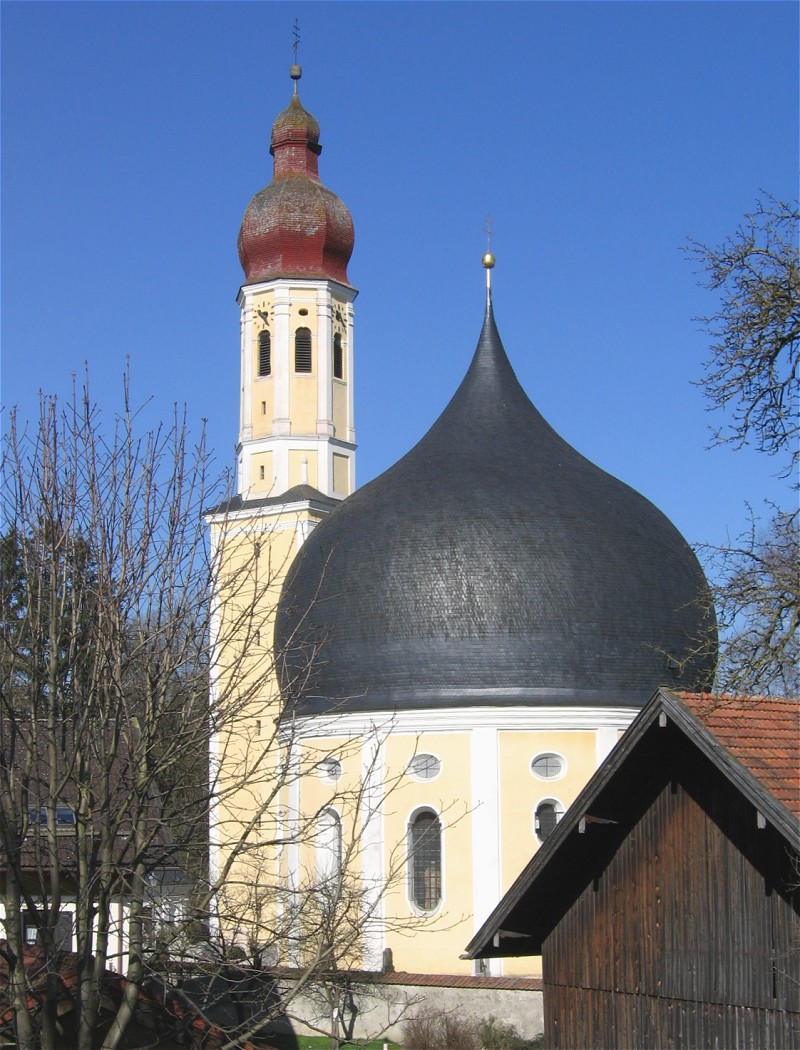
St. Johann Baptist und Heilig Kreuz, Westerndorf

- Der Martinsturm mit vierseitigem Zwiebelhelm mit Laterne, Wahrzeichen von Bregenz, gilt als der Turm mit der größten Zwiebel Mitteleuropas. Noch größer ist die Kuppel der Christ-Erlöser-Kathedrale in Moskau.
- Rundkirche St. Johann Baptist und Heilig Kreuz in Westerndorf mit runder Zwiebelkuppel (1691)
- barocke Pfarrkirche Mariä Hilf vom Stern in Železná Ruda mit zwölfseitiger Zwiebelkuppel und Zwiebelturm
- Ein Beispiel für eine evangelische Barockkirche mit einem Zwiebelturm ist die evangelische Johanniskirche im Frankfurter Stadtteil Bornheim, die eine viereckige Turmhaube besitzt.

Der Zwiebelturm wurde zu einem „Markenzeichen“ für Bauten des Wiener Künstlers Friedensreich Hundertwasser:
- Das Hundertwasserhaus in Wien hat einen Zwiebelturm.
- Das Hundertwasserhaus Magdeburg hat stilisierte Zwiebeltürme.[4]

## Zwiebelturm in den Medien
„Der Zwiebelturm“ ist auch der Titel einer 1983 erstmals ausgestrahlten Fernsehdokumentation (ORF, 3sat) von Christian Wallner über Kirche und Staat im Dritten Reich.